# 藍色房間
藍色房間（The Blue Room）是英國搖滾樂隊酷玩樂隊發行的第二張迷你專輯。這首歌曲也是他們首個以帕拉風廠牌發行的單曲的名稱，發行於1999年四月。這種專輯的CD只發行了5000份。專輯中的歌曲See You Soons後來被收入他們的演唱會專輯Live 2003。專輯的封面則是來自於1997年的一份國家地理雜誌。

### 曲目
| 曲序 | 曲目            | 時長  |
| ---- | --------------- | ----- |
| 1.   | Bigger Stronger | 04:49 |
| 2.   | Don't Panic     | 02:38 |
| 3.   | See You Soon    | 02:51 |
| 4.   | High Speed      | 04:16 |
| 5.   | Such a Rush     | 04:57 |

## 外部連結
- 官方网站